# 雷蒙多·马德拉索
雷蒙多·马德拉索（西班牙語：Raimundo de Madrazo，1841年7月24日—1920年9月15日）是西班牙画家。

## 家族
雷蒙多是马德拉索家族的一员。祖父是画家何塞·马德拉索，曾任马德里普拉多博物馆馆长；父亲费德里科·马德拉索是肖像画家、历史画家和皇室宫廷画家；弟弟里卡多·马德拉索也是画家；妹妹塞西莉亚嫁给了加泰罗尼亚画家马里亚·福尔图尼。他的儿子费德里科·马德拉索·奥乔亚也是画家。

## 生平
1841年出生于罗马。早年在家人指导下学习绘画，后进入马德里皇家聖費爾南多美術學院，师从卡洛斯·路易斯·德·里贝拉-菲耶韦和卡洛斯·德·阿埃斯。1860年得以到巴黎游学，跟随莱昂·科涅学习，也受到了朋友阿尔弗雷德·史蒂文斯的影响。
他在巴黎举办了第一场个人画展，后与范德堡家族有密切来往，经常向他们出售画作。 随后频繁在巴黎沙龍举办画展，一些作品在1889年世界博覽會获得了奖牌。他的许多女性肖像画原型是一位名叫艾琳·玛松（Aline Masson）的巴黎女士，她是贵族卡萨里埃拉侯爵宫殿门卫的女儿。
普法戰爭期间在西班牙格拉纳达避难。1874年，妻子因难产去世，同年妹夫马里亚·福尔图尼去世。
他曾保存有祖父何塞·马德拉索传下来的弗朗西斯科·戈雅的一些画作，其中一些捐赠给了普拉多博物馆。1914年在法国凡尔赛宫去世。

## 画集

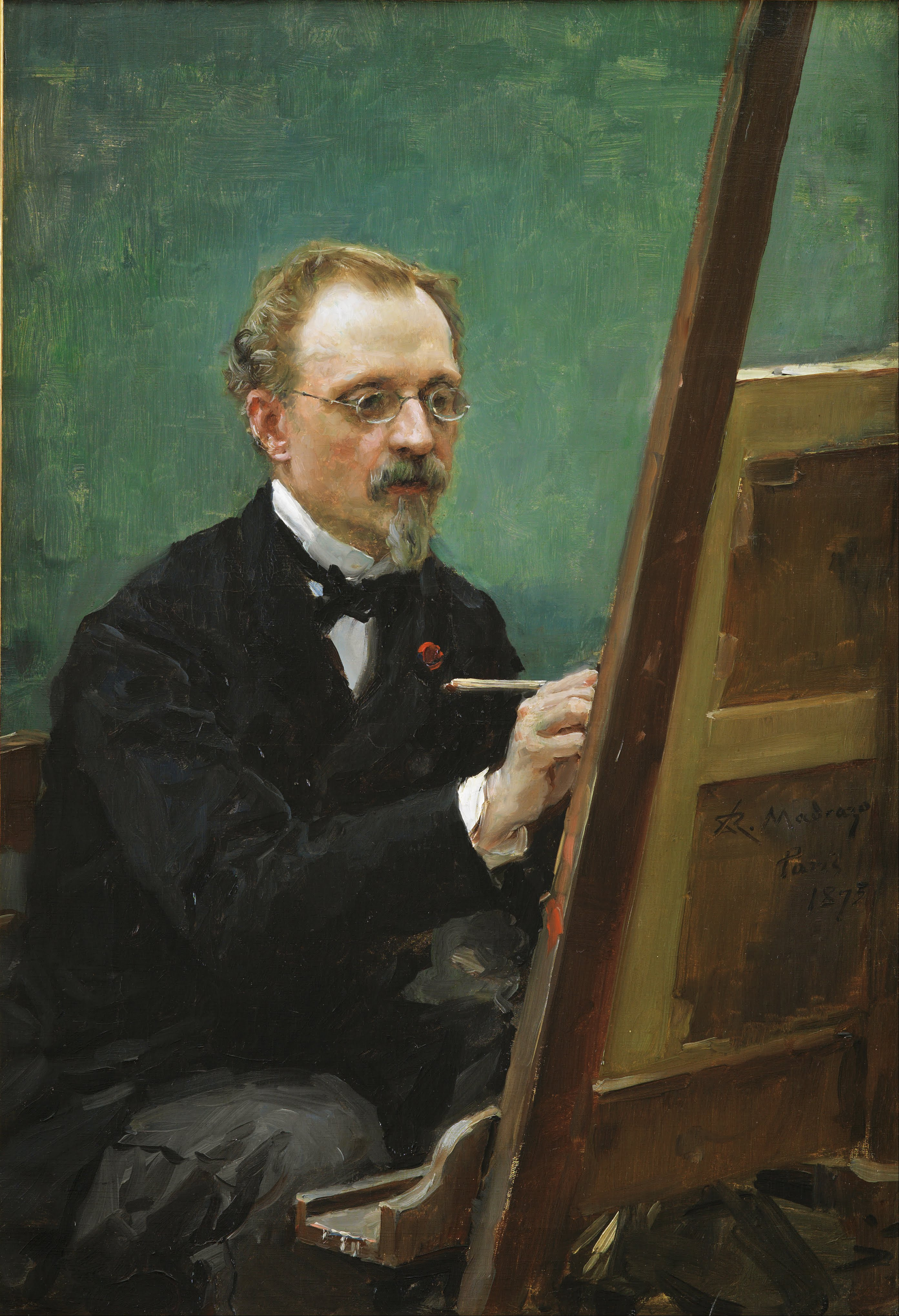
费德里科·马德拉索，1875年
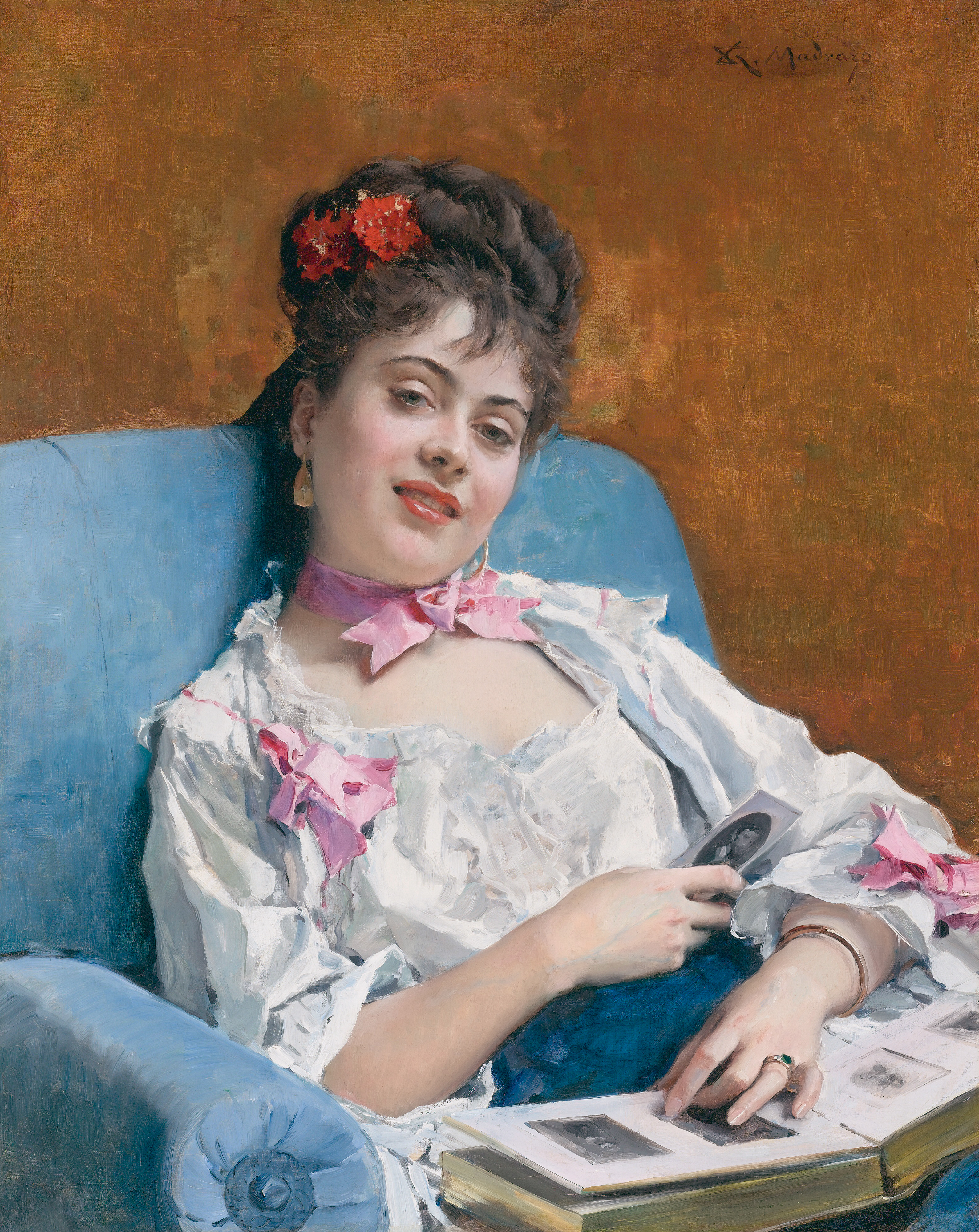
爱人的回忆
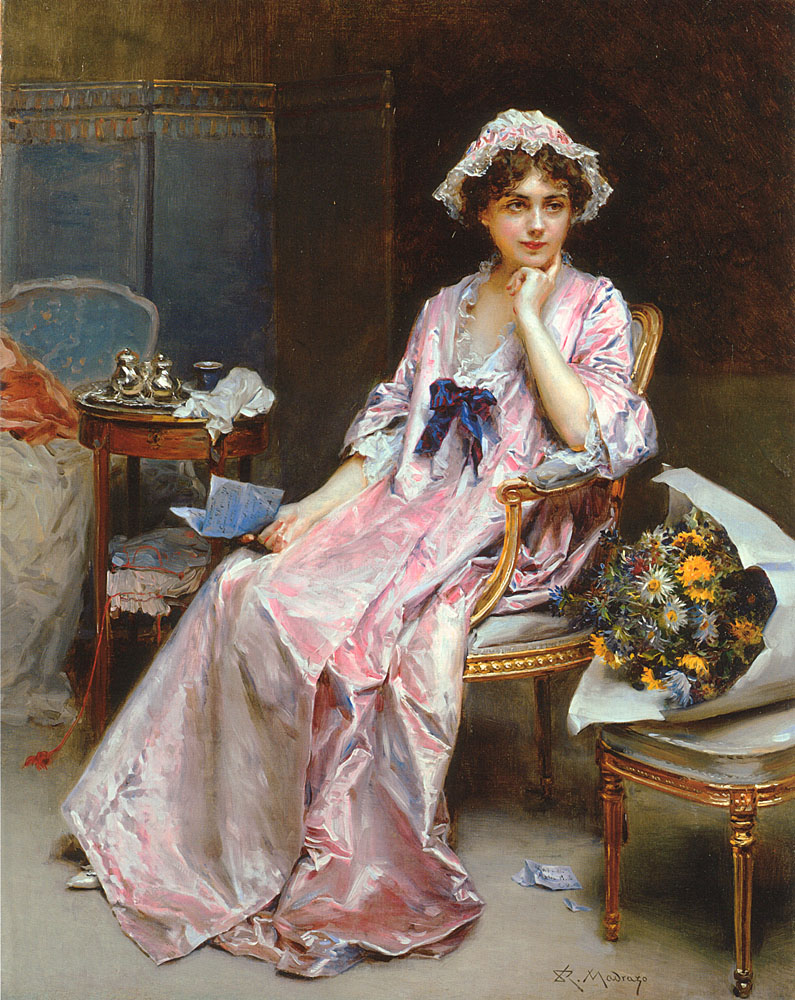
不情愿的主妇
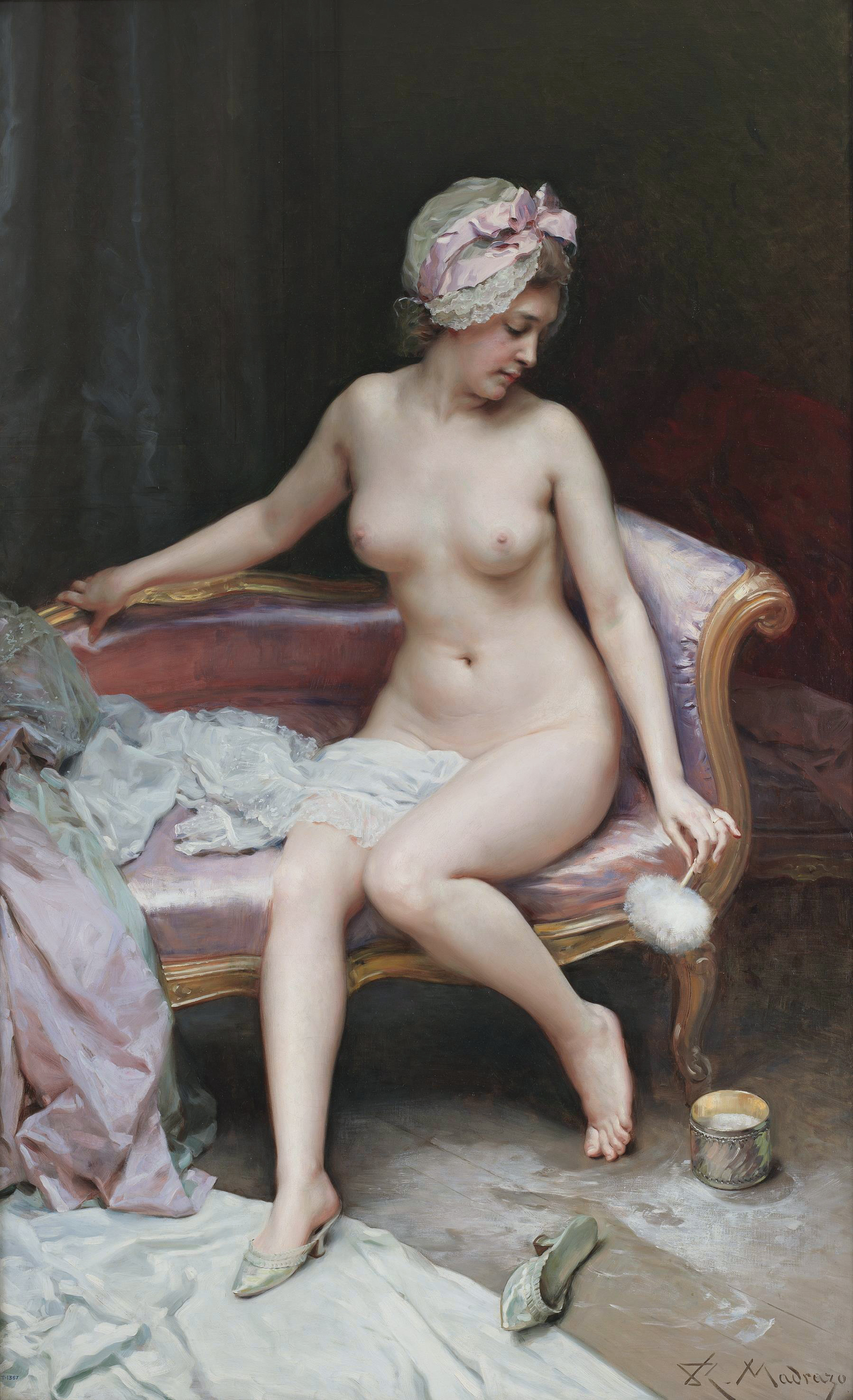
澡后，约1895年
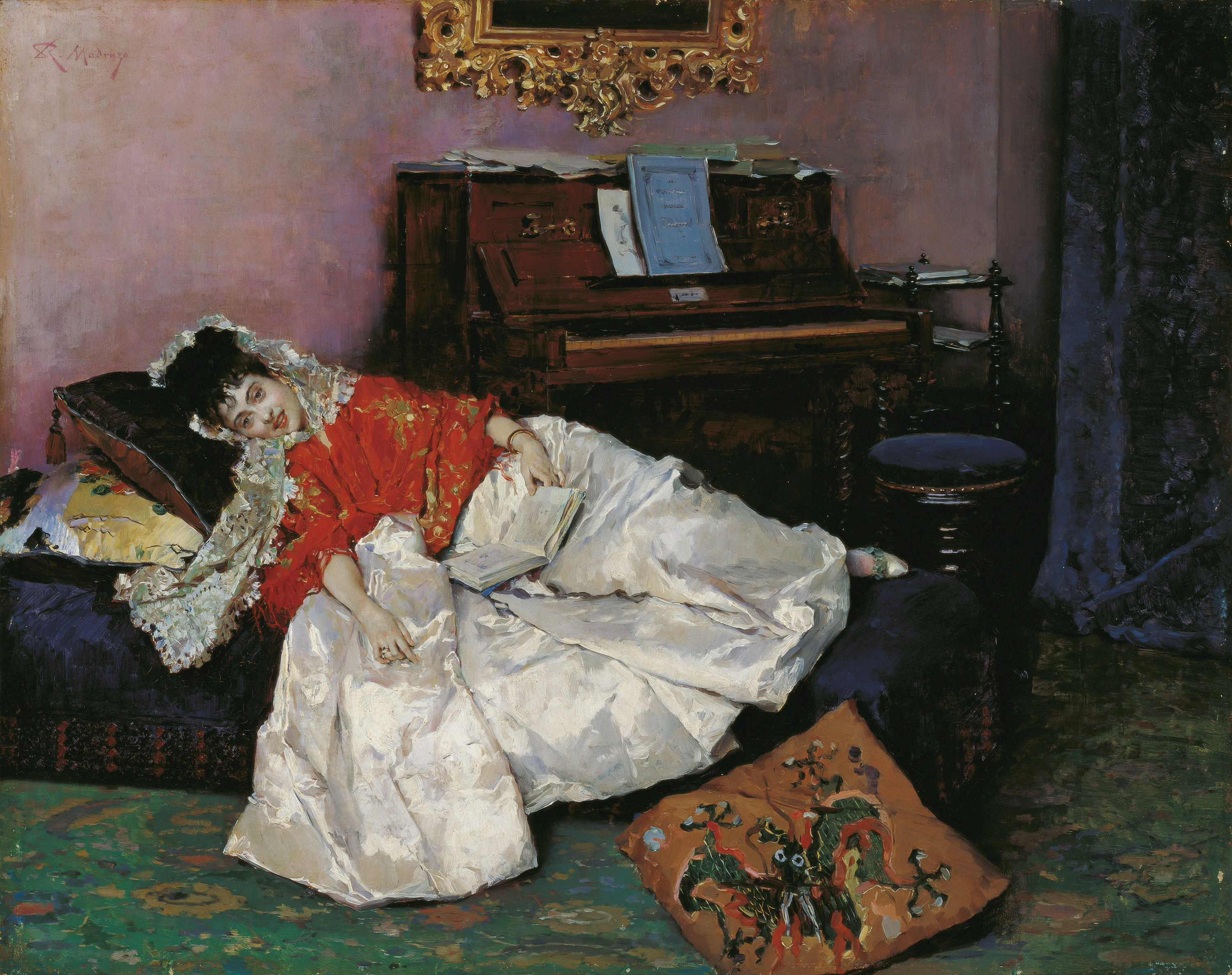
看书
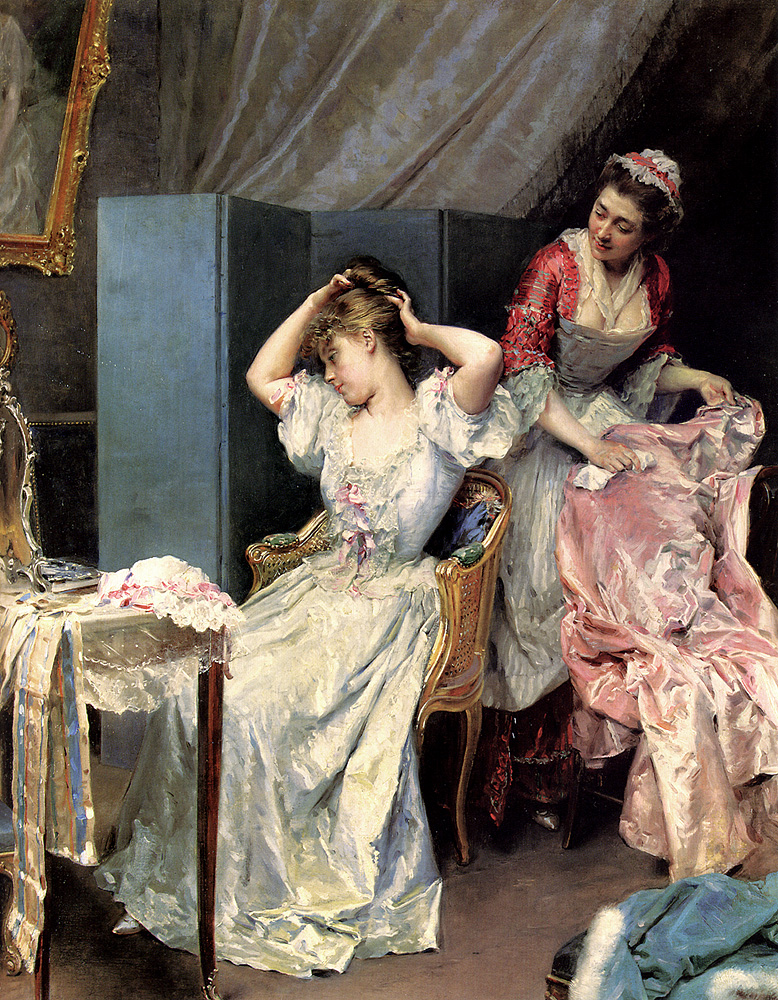
梳妆室

## 扩展阅读
- Raimundo de Madrazo (1842-1920), exhibition catalog, Zaragoza, Proedi Promociones Editoriales, 1996. ISBN 84-89640-02-5
- Portús Pérez, Javier, The Spanish Portrait: from El Greco to Picasso. London: Scala, 2004. ISBN 978-1-85759-374-7
- El Legado Ramón de Errazu, Rico, Fortuny y Madrazo, exhibition catalog, Madrid, Museo Nacional del Prado, 2005. ISBN 84-8480-086-5
- Assier, Mathilde, Raimundo de Madrazo (1841-1920), aux confins de la modernité （页面存档备份，存于）, 2012.